# Datasaabaffären

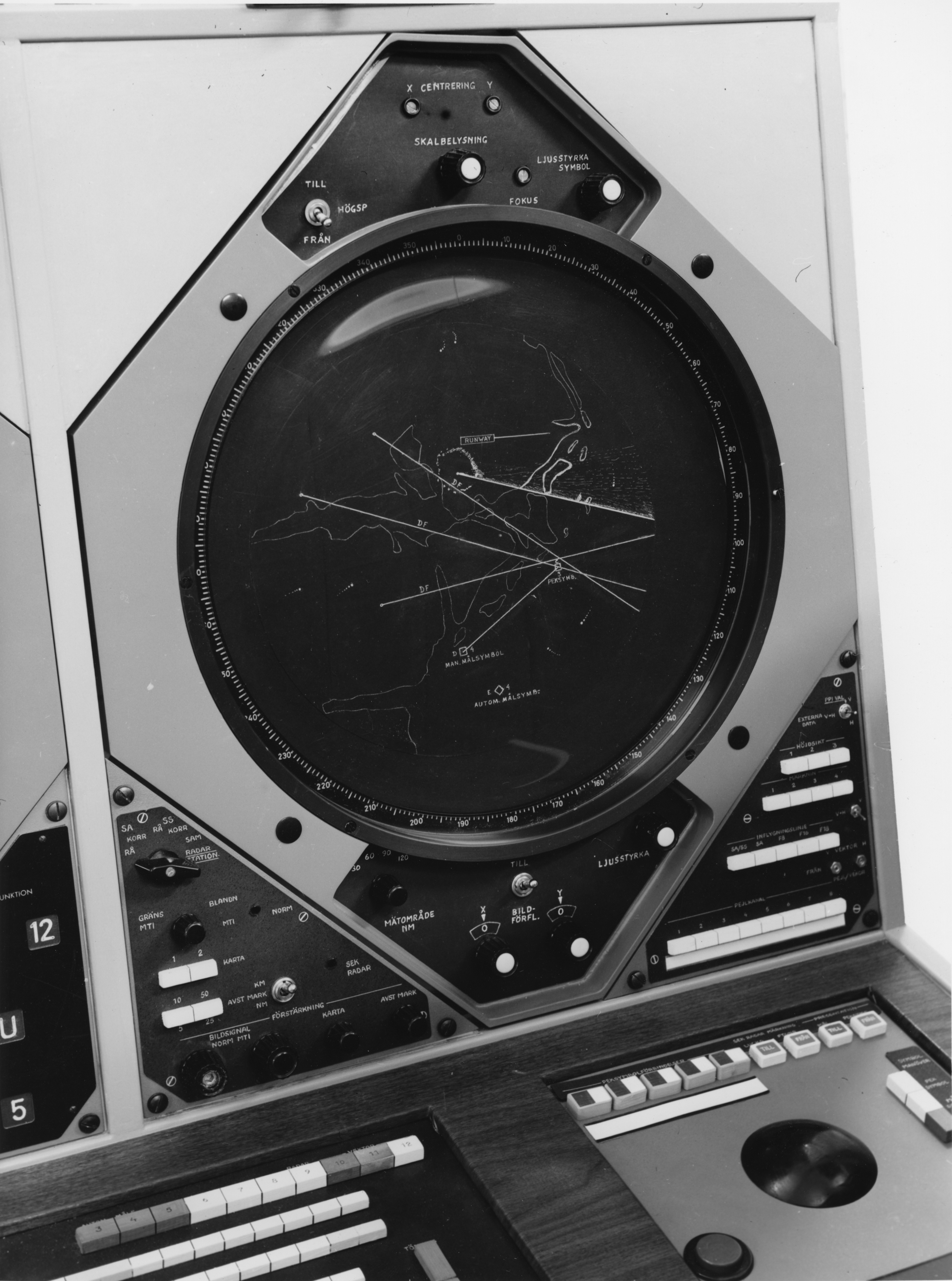
Plan polär indikator på Arlanda tillverkad av Standard Radio & Telefon cirka 1965, en del av samma typ av system som såldes till Sovjetunionen.

Datasaabaffären var en politisk affär där Sveriges regering lovat USA att övervaka reexporten av amerikanska komponenter i ett flygövervakningssystem som sålts till institutionen Electronorgtechnika i Sovjetunionen av Stansaab, men misslyckats i övervakningsarbetet så att komponenter utan reexporttillstånd ändå hamnade i Sovjetunionen, med Sverige som transitland. Stansaab hade vid avslöjandet 1980 uppgått i Datasaab vilket gav affären namnet Datasaabaffären.

## Bakgrund
År 1975 hade Stansaab vunnit en mycket stor order från Electronorgtechnica i Sovjetunionen på ett lufttrafiksystem med namnet TERCAS (Terminal and En Route Control Automated System) för Moskva, Kiev och Mineralnyje Vody. Ordervärdet på denna affär var 314 miljoner kronor, och inkluderade uppförande av radartorn och utbildning av personal med BPA och ASEA som underleverantörer.
TERCAS var ett helt svenskkonstruerat system runt datorn Censor 932 V (Censor 9103 eller C 932 V) och innehöll så kallade radarextraktorer som omvandlade den analoga signalen från en radar till en digital signal som kunde bearbetas av en dator. I dessa extraktorer fanns vissa amerikanska komponenter.

## Utförseln
Under tiden som det stora sovjetiska lufttrafikprojektet genomfördes 1977 uppstod det problem för Stansaab att leverera alla komponenter till ordern eftersom flera av kretskorten innehöll amerikanska komponenter som fordrade reexportlicens på grund av USA:s rådande exportembargo mot Sovjetunionen. Utrikesminister Karin Söder förhandlade i augusti 1977 med USA om exporttillståndet. Stansaab skar på VD Gunnar Wedells initiativ ned funktionen i systemet och fick en exportlicens med motkravet att den svenska regeringen skulle be om skriftligt godkännande före varje leverans av berörd teknik till Sovjetunionen.
Det som skurits bort ur licensen var 24 kretskort som var nödvändiga för driften, och dessa innehöll komponenter som fortfarande saknade exportlicens. Dessa kort var så kallade primärradarextraktorer som användes för att identifiera alla flygplan inom ett luftrum. I väst användes sekundärradarextraktorer, som gjorde militära flygplan osynliga för civil radar, men dessa krävde att civila flygplan försågs med en speciell transponder, vilket inte var monterat på alla Sovjetiska plan. Primäradarextraktorerna var alltså fullt användbara för alla flygplan, inklusive militära plan, men också nödvändiga för Sovjet eftersom de måste kunna se alla plan i luftrummet i radarsystemet. Korten innehöll flera känsliga komponenter, men en komponent som nämnts var ett 64-bitars minne från Advanced Micro Devices som avsiktligt märktes om för att se ut som att den istället kom från den svenska kretstillverkaren RIFA. En delegation svenska tekniker tog i detta läge med sig dessa 24 kretskort till Moskva för att testa systemet och sades sedan ha glömt att ta med dem hem.
Wedell hävdade först att Sovjet ersatt de saknade delarna med egen teknik, men berättade till slut att "Vi sökte aldrig den sista licensen. Montörerna som skulle provköra anläggningen tog med sig de sista viktiga kretskorten i handbagaget och åkte med dem fram och tillbaka till Sovjet. Till slut blev korten kvar där."

## Avslöjandet
Avslöjandet om kretskorten och andra oegentligheter i Datasaab publicerades ursprungligen i tidningen Internationalen den 22 oktober 1980. På kvällen den 30 oktober 1980 rapporterades den otillåtna utförseln i Sveriges Televisions Aktuellt, vilket ledde till att USA den 5 december begärde en dementi från den svenska regeringen.

## Konsekvenser
I juni 1981 fick regeringen medge att otillåten teknikutförsel hade skett och fick be USA om ursäkt. Detta skapade en utdragen diplomatisk kris mellan Sverige och USA som kallades Datasaabaffären. Richard Perle hävdade att exporten tvingade USA att ändra sin krigsplanering, och USA vägrade att sälja Sidewinder 9L-missilen och motorn till Saab 39 Gripen till Sverige.
Enligt författaren Mikael Holmström skulle det svenska flygtrafiksystemet ha använts vid den sovjetiska invasionen av Afghanistan år 1979. Holmström intervjuade även en anonym tjänsteman i Pentagon som var ansvarig för nordiska frågor vid denna tid och som hävdade att det sovjetiska luftförsvaret var dåligt innan Sverige bröt exportembargot. Samma källa uppgav även att teknikutförseln utsatte Sverige för direkt fara i händelse av konflikt.
Datasaabs dåvarande VD Gunnar Wedell har sedan 1980-talet tillbakavisat påståendet att Sverige exporterade militärt användbar teknik till Sovjetunionen. Hans ståndpunkt var att den sovjetiska militären var kompetent och hade egen teknik av samma kvalitet som de civila trafikledningssystem som Datasaab levererade. Han påpekar även att systemen var helt svenskkonstruerade, även om de innehöll amerikanska komponenter och att komponenterna inte var någonting speciellt avancerat, utan menar att USA:s agerande var att likna med att "lägga sig i konstruktionen av ett hus som man sålt spik till". Hans förklaring till att affären fick så stor uppmärksamhet är att Datasaab (dåvarande Stansaab) tagit TERCAS-affären ifrån Univac, som förlorade ansiktet genom att uppträda som om de självklart skulle vinna densamma. Univac skall sedan genom lobbying ha drivit affären i dagern. Han påpekar att företaget Selenia levererat liknande känslig elektronik till TERCAS utan att drabbas av några restriktioner.
Affären väckte stor uppmärksamhet i USA då detta var första gången ett utländskt företag anklagats och fällts för att ha brutit mot exportlagstiftningen. I april 1984 dömdes Datasaabs nya ägare Ericsson till 3,15 miljoner dollar i böter och först i juli 1984 fick Sverige rätt att köpa in Sidewinder-missilen.
Våren 1996 var TERCAS fortfarande i drift i Ryssland och man firade vid en ceremoni i Moskva att systemet varit i drift i 15 år. År 2017 togs TERCAS ur drift och ersattes med ett nytt, ryskutvecklat system.